# Archidiecezja San Antonio
Archidiecezja San Antonio (łac. Archidioecesis Sancti Antonii, ang. Archdiocese of San Antonio) – rzymskokatolicka archidiecezja ze stolicą w San Antonio, w stanie Teksas, w Stanach Zjednoczonych. Obejmuje ona miasto San Antonio i hrabstwa Val Verde, Edwards, Kerr Gillespie, Kendall, Comal, Guadalupe, Gonzales, Uvalde, Kinney, Medyna, Bexar, Wilson, Karnes, Maverick, Zavala, Frio, Atascosa, Dimmit, La Salle i McMullen.
Arcybiskup San Antonio jest również metropolitą San Antonio. Sufraganami metropolii są diecezje: Amarillo, Dallas, El Paso, Fort Worth, Laredo, Lubbock, San Angelo. Metropolia zajmuje zachodnią część stanu Teksas.
Obecnie arcybiskupem San Antonio jest Meksykanin Gustavo Garcia-Siller MSpS. Został on mianowany 14 października 2010, a ingres odbył się 23 listopada 2010. Arcybiskup należy do zakonu Misjonarzy Ducha Świętego. Wcześniej był biskupem pomocniczym w Chicago.

## Historia
Diecezja San Antonio powstała 28 sierpnia 1874. Tereny, które objęła wcześniej należały do diecezji Galveston (obecnie archidiecezja Galveston-Houston). Nowa diecezja weszła w skład Metropolii Nowy Orlean.
W dniu 3 marca 1914 część terytorium biskupstwa weszła w skład nowo powstałej diecezji El Paso.
W dniu 3 sierpnia 1926 na m.in. terenach diecezji powstała diecezja Amarillo. W tym samym dniu biskupstwo San Antonio zostało podniesione do godności archidiecezji.
15 listopada 1947, 13 kwietnia 1982 i 3 lipca 2000 na terenach arcybiskupstwa powstały kolejne diecezje, były to odpowiednio: Austin, Victoria w Teksasie i Laredo.

## Biskupi i arcybiskupi San Antonio

### Biskupi
- Anthony Dominic Ambrose Pellicer(inne języki) (2 września 1874 – 14 kwietnia 1880 †[1])
- John Claude Neraz(inne języki) (18 lutego 1881 – 15 listopada 1894 †)
- John Anthony Forest(inne języki) (27 sierpnia 1895 – 11 marca 1911 †)
- John William Shaw(inne języki) (11 marca 1911 – 25 stycznia 1918) mianowany arcybiskupem Nowego Orleanu
- Arthur Jerome Drossaerts (18 lipca 1918 – 3 sierpnia 1926)

### Arcybiskupi
- Arthur Jerome Drossaerts (3 sierpnia 1926 – 8 września 1940 †)
- Robert Emmet Lucey (23 stycznia 1941 – 23 maja 1969)
- Francis James Furey (23 maja 1969 – 23 kwietnia 1979 †)
- Patrick Flores (23 sierpnia 1979 – 29 grudnia 2004)
- José Horacio Gómez (29 grudnia 2004 – 6 kwietnia 2010) mianowany koadiutorem archidiecezji Los Angeles
- Gustavo Garcia-Siller MSpS (14 października 2010 – nadal)